# Matthias Schönermark
Matthias P. Schönermark (* 19. Februar 1964 in Essen) ist ein deutscher HNO-Arzt, Hochschullehrer, Unternehmensberater und Coach.

## Leben
Als Sohn eines Chefarztes in Öhringen ging Schönermark nach dem Abitur zum Heer (Bundeswehr). Als Leutnant entlassen, betrieb er 1984/85 ein Studium generale an der Ludwig-Maximilians-Universität München. Zum Studium der Medizin wechselte er an die Georg-August-Universität Göttingen. 1984 wurde er Mitglied des Corps Isaria und 1985 des Corps Hannovera Göttingen. Das Physikum machte er 1986 in München. Den klinischen Teil des Studiums absolvierte er an der Ruprecht-Karls-Universität Heidelberg, der Universität London und der Universität Kapstadt. Er promovierte 1991 zum Dr. med. und war als Postgraduierter unter anderem an der Columbia University und der Dartmouth Medical School in Hanover, NH, beschäftigt. Facharzt für Hals-Nasen-Ohren-Heilkunde wurde er 1997 an der Medizinischen Hochschule Hannover (MHH).
Nachdem er sich 1998 habilitiert hatte, ging er zur Boston Consulting Group. 2001/02 war er Vorstandsvorsitzender bei MWG-Biotech. Nach einem Intermezzo als Associate Director bei A.T. Kearney gründete er 2004 die Schönermark Kielhorn Collegen (SKC) Beratungsgesellschaft mbH, bei der er als geschäftsführender Gesellschafter tätig ist. Schönermark gehört den Aufsichtsräten von DOREA GmbH und HeartGenetics, Genetics & Biotechnology, S.A. an.
Seit 2000 Professor für Medizinmanagement an der MHH, gründete er die Hannover School of Health Management (HSHM). An US-amerikanischen und europäischen Universitäten lehrt er Strategisches Management. 2015 qualifizierte er sich als systemischer Therapeut.
Schönermark hat über 300 Publikationen in wissenschaftlichen Journalen und der allgemeinen Presse veröffentlicht. Die Kernthemen sind molekulare Onkologie, Krebsforschung, Strategie, Gesundheitsmanagement, HTA (Health Technology Assessment), Führung und Digital Health.
Schönermark ist verheiratet und hat fünf Kinder. Als Ehrenamtlicher nimmt er Einsitz ins Kuratorium Zentrum für Biomedizinische Technik und Innovation, BiomeTI Hannover und in den Lenkungsausschuss der Zukunftswerkstatt GKV.

## Publikationen (Auswahl)
- Humane glomeruläre Mesangialzellen. Kultivierung, Charakterisierung und Interaktionen mit Entzündungsmediatoren, 1991 (Dissertation).
- Der Einfluß von Retinoidsäure auf die molekularen Mechanismen der Metalloproteinasen-vermittelten Matrixdegradierung und Tumorinvasion, 1997 (Habilitationsschrift).